# Hans-Peter Annen
Hans-Peter Annen (* 7. Februar 1950 in Saarbrücken) ist ein deutscher Diplomat.

## Leben
Nach dem Studium der Germanistik, Geschichte und Sozialkunde an der Universität des Saarlandes war Annen dort von 1974 bis 1978 Assistent für Deutsche Literatur.
1978 trat er in den Auswärtigen Dienst ein. Nach Verwendung an der Deutschen Botschaft Washington war er 1985 bis 1988 Handels- und Presse-Attaché an der Botschaft in Budapest, 1988 bis 1991 Referent für Zentral- und östliches Europa im Auswärtigen Amt, 1991 bis 1994 Kulturattaché an der Botschaft in Madrid, 1994 bis 1998 Stellvertretender Referatsleiter im Bundeskanzleramt, 1998 bis 2000 Ständiger Vertreter an der Botschaft Kiew sowie 2000 bis 2003 Referatsleiter für Südosteuropa im Auswärtigen Amt. Von 2003 bis Ende Juli 2007 war er Botschafter der Bundesrepublik Deutschland in Albanien. Während seiner dortigen Amtszeit wurde in seiner Anwesenheit als Ehrengast der Deutsche Soldatenfriedhof Tirana eingeweiht.
Von 2008 bis 2011 war Annen Botschafter der Bundesrepublik Deutschland in Litauen. Im Juli 2012 wurde er als Nachfolger von Bernd Fischer Botschafter der Bundesrepublik Deutschland in der Republik Kroatien und 2015 von Thomas Schultze abgelöst.